# Milutin Šakić
Milutin Šakić (Zavođe, 8. lipnja 1932. - Zagreb, 9. srpnja 2010.), hrvatski šahist, profesor u Zagrebu.

## Životopis
Rodio se u Zavođu od oca Stojana i majke Milke rođ. Uzelac, a umro u Zagrebu od posljedica moždanog udara. Djetinjstvo proveo u Zagrebu. 1941. godine početkom Drugog svjetskog rata 3. svibnja stradao je od eksplozije mine nakon čega je operiran u Partizanskoj bolnici Bijeli potoci, tada u zbjegu prema Plješivici. Izgubio je vid i šaku lijeve ruke. Operirao ga je u skromnim uvjetima bez anestezije prof. dr. Kneinhapel, a postoperativno su ga njegovali zarobljeni talijanski liječnici u istoj bolnici. Prevezen je američkim zrakoplovom 1944. godine do Barija u Italiji te potom u savezničkih bolnica u Tarantu i Napulju gdje je opet operiran. Koncem rata 1945. godine brodom je doplovio u Zadar, otkamo su ga zrakoplovom prebacili u Zavod za rehabilitaciju slijepih u Zemunu. Tu je uspješno naučio brajicu, sustav pisanja i čitanja za slijepe i šahovsku igru. Tu je već kao dječak zavolio šah. Pokazao i aktivističke sklonosti, kritiziravši lošu hranu u Zavodu, zbog čega su ga skoro izbacili. Vratio se poslije rehabilitacije u Zagreb. Ondje je maturirao na prestižnoj Prvoj gimnaziji. Bio je uzor u ponašanju i savladavanju gradiva u čemu su mu svi kolege iz razreda nesebično pomagali. Zaposlio se kao telefonist i uz rad studirao filozofiju i povijest na Filozofskom fakultetu u Zagrebu. Diplomirao je 1959. godine. 1960-ih je bio vijećnik u Skupštini grada Zagreba, u kojoj se s nekolicinom kolega posebno angažirao na donošenju Zakona o civilnim invalidima rata i žrtvama fašističkog terora. Poslije mjesta telefonista nastavio je raditi kao profesor u Centru za odgoj i obrazovanje "Vinko Bek" u Zagrebu, gdje se bave odgojem, obrazovanjem i rehabilitacijom slijepe i slabovidne djece. Postao je direktor na toj ustanovi i njegovom zaslugom dobila je dvoranu 1981. godine.
Preko 50 godina bio je uključen u rad Saveza slijepih kao član Skupštine i njenih komisija ili kao aktivist u realizaciji raznih projekata. Predsjedavao je Savezom slijepih Jugoslavije od 1967. do 1969. godine. Predsjednik Udruge slijepih Zagreb od 2002. do 2009. godine. Suosnivač Šahovskog kluba slijepih Polet, s još nekoliko slijepih šahista.
Sudionik šest šahovskih olimpijada za slijepe. Nastupao za Jugoslaviju. Na Prvoj olimpijadi slijepih 1961. godine osvojio je zlatnu medalju, a 1967. srebrnu. Uspješan i u samostalnoj Hrvatskoj. U Španjolskoj 1992. godine na olimpijadi osvajaju visoko šesto mjesto, a 1994. godine u Poljskoj ekipa osvajio treće mjesto. Na SP u Španjolskoj dijelio 4-7. mjesto. 11 puta pojedinačni prvak Hrvatske. Za svoj klub Polet osvojio je 13 naslova momčadskih prvaka Hrvatske. Sin Davorin doktorirao je temi sljepoće i slabovidnosto kod mladeži i liječnik je športske medicine i fizijatar.
Bio je aktivan igrač od 1995. do 2008. godine. Natjecao se na šahovskim olimpijadama slijepih i na Svjetskom kupu slijepih. Obnašao je dužnost potpredsjednika Međunarodnog saveza slijepih i slabovidnih šahista od 1972. do 1980. godine. Najviši Elo imao je siječnja 1998. kad je imao 2225 bodova. FIDE Elo mu je 2190 bodova.Elo Classic mu je 2075 bodova.

## Vanjske poveznice
- 365Chess Milutin Šakić
- ChessDatabase[neaktivna poveznica] Milutin Šakić
- FIDE Partije Milutina Šakića